# Lodowiec Amundsena
Lodowiec Amundsena – lodowiec w Górach Transantarktycznych, na Antarktydzie Wschodniej.
Lodowiec Amundsena spływa z Płaskowyżu Polarnego, z jego części położonej na południe i zachód od płaskowyżu Nilsena. Poprzez dolinę w Górach Królowej Maud dopływa do Lodowca Szelfowego Rossa, pokrywającego południowe Morze Rossa, na zachód od nunataków MacDonalda. Lodowiec ten mierzy około 130 km długości i od 6 do 10 km szerokości, należy do największych na Antarktydzie.
Został on odkryty przez Richarda Byrda podczas lotu na biegun południowy w listopadzie 1929 r. Nazwę na cześć zdobywcy bieguna Roalda Amundsena nadał mu Laurence Gould, kierownik grupy geologicznej z wyprawy Byrda, która przekroczyła ujście lodowca w grudniu tego samego roku.